# 哈森馬特山
47°14′31.44″N 7°27′01.84″E / 47.2420667°N 7.4505111°E

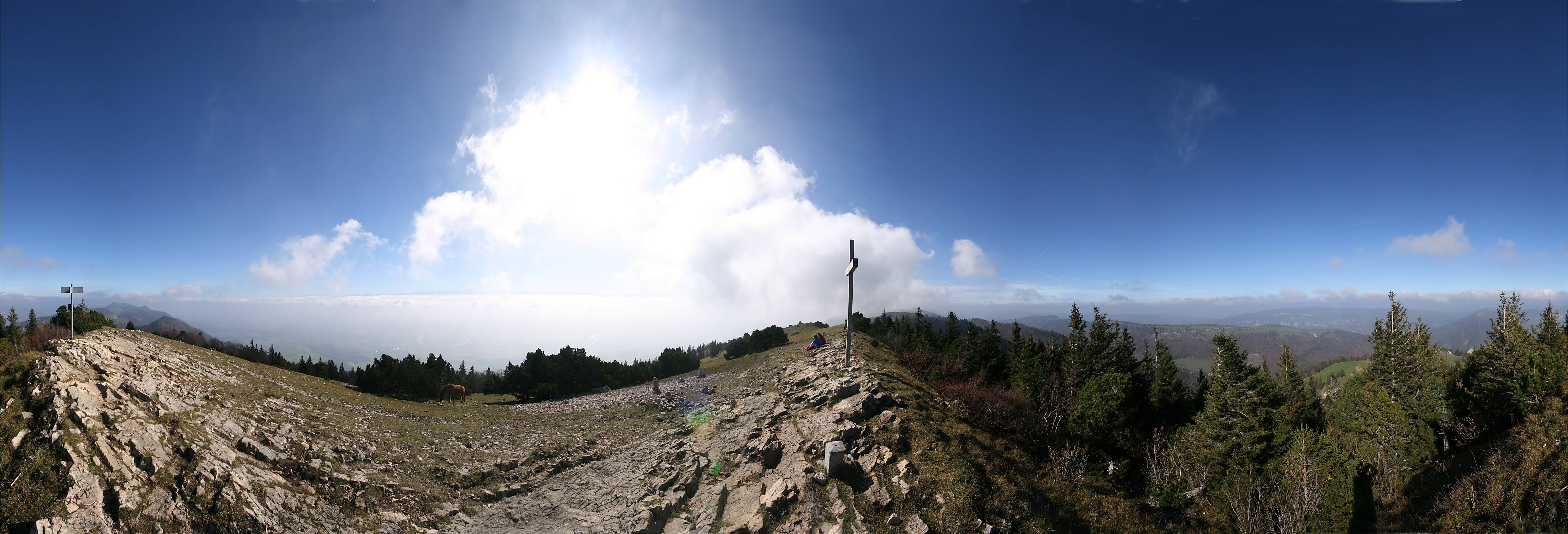

哈森馬特山（Hasenmatt），是瑞士的山峰，位於該國西北部，由索洛圖恩州負責管轄，屬於汝拉山的一部分，海拔高度1,445米，每年平均降雨量1,742毫米。